# 二仙庵
二仙庵位於四川省成都市青羊區草堂街道一环路西二段，青羊宮東側。始建于清康熙三十四年（1695年），是全真道十方丛林，全真龙门派碧洞宗开山祖庭。2002年12月27日公佈為四川省第六批省級文物保護單位。

## 历史
清康熙三十四年（1695年）四川按察使趙良璧創建二仙庵。乾隆四十一年（1776年）、嘉庆十九年（1814年）、道光五年（1825年）、道光十三年（1833年）、同治六年（1867年）、民国五年（1916年）多次重修、扩建。民国时期，百神殿、九皇宫等被部队占用。1958年，青羊宫、二仙庵改建青羊宮花园（后改称文化公园）。1984年落实宗教政策，青羊宫与文化公园筑墙划界。2002年，文化公园内的二仙庵主体建筑区域划归青羊宫。

## 建筑
二仙庵坐北向南，面积约3280平方米，仅吕祖殿为清代建筑，其余建筑为2004年后重建。

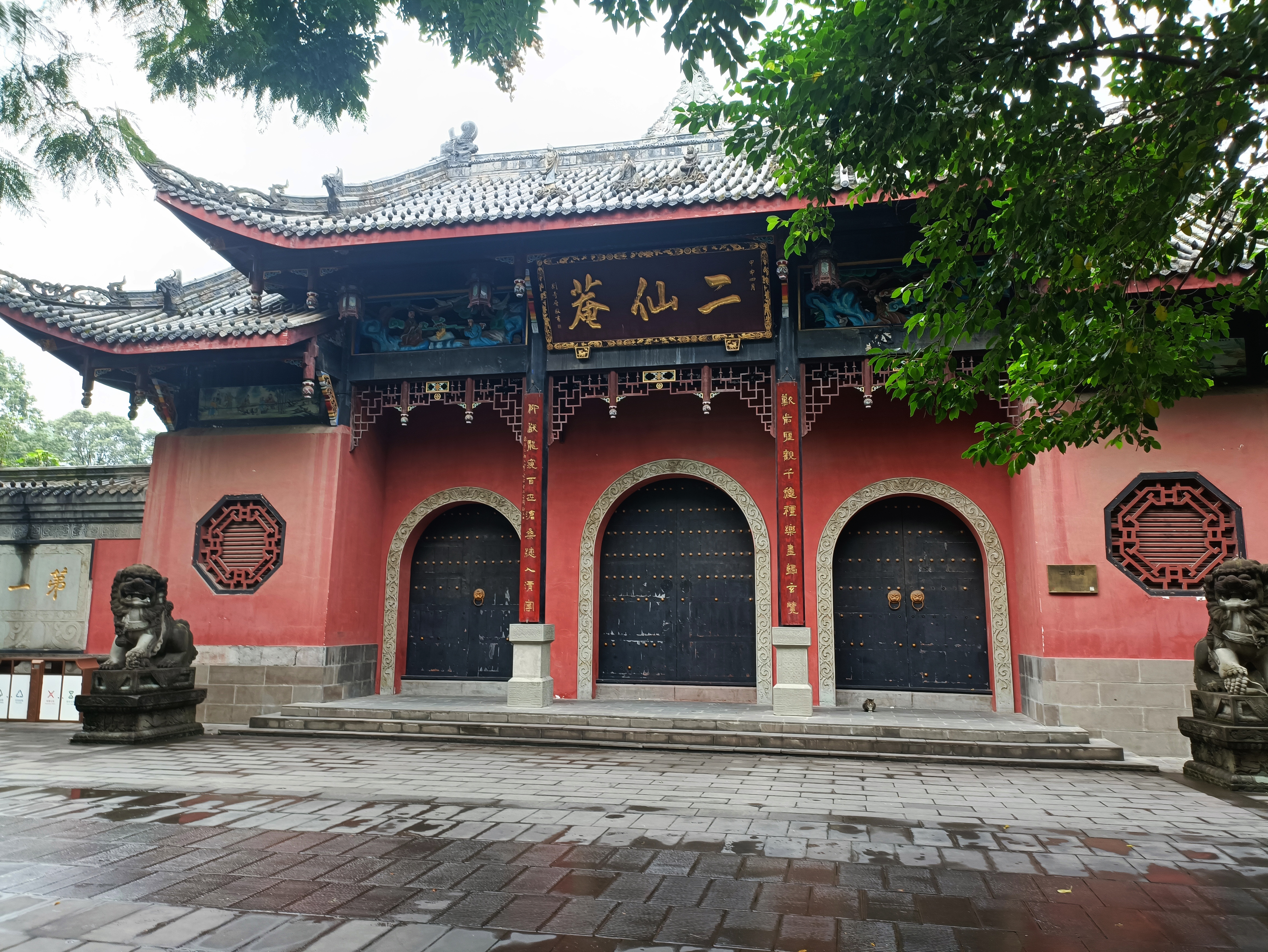
山门
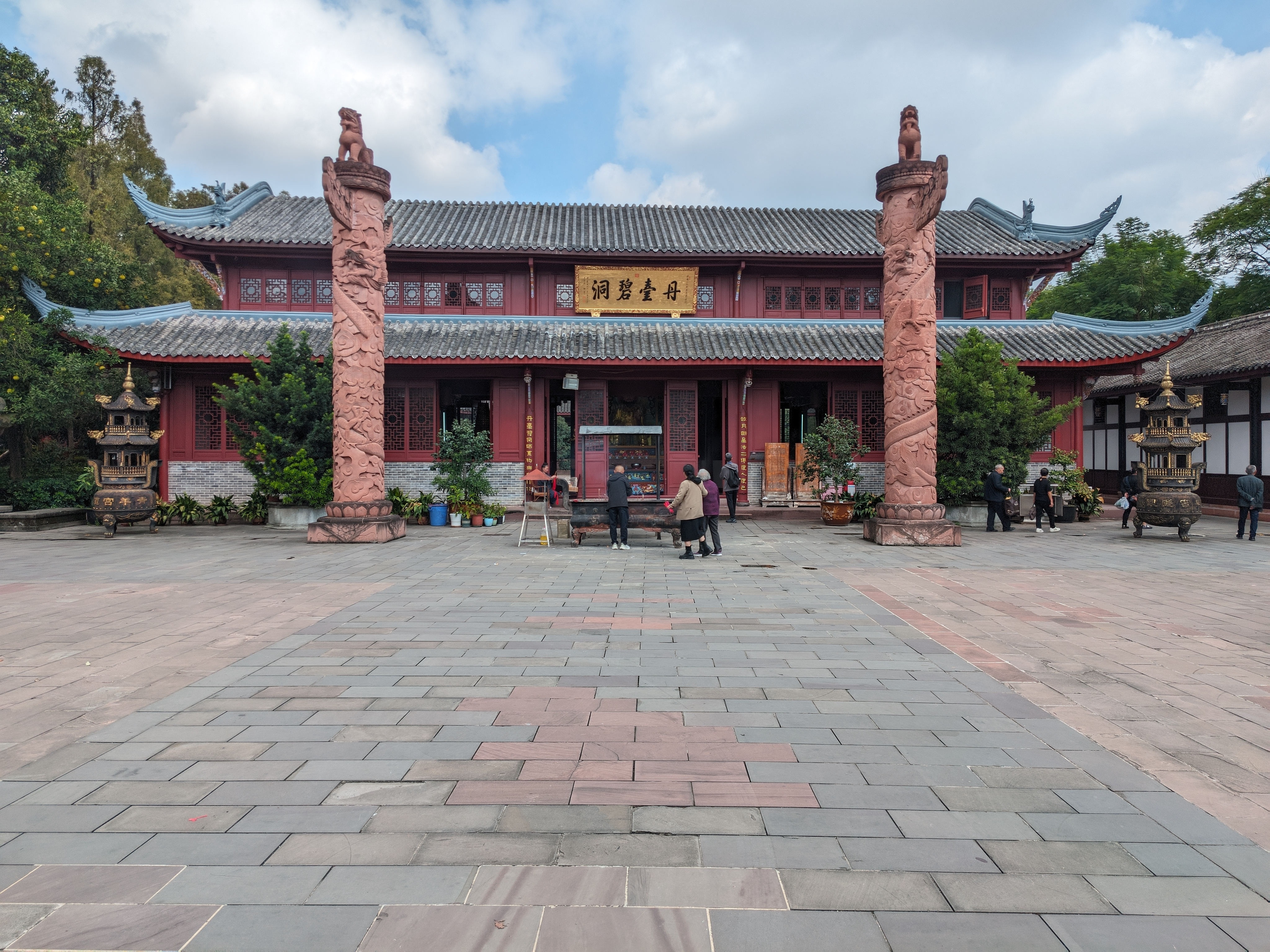
文昌殿
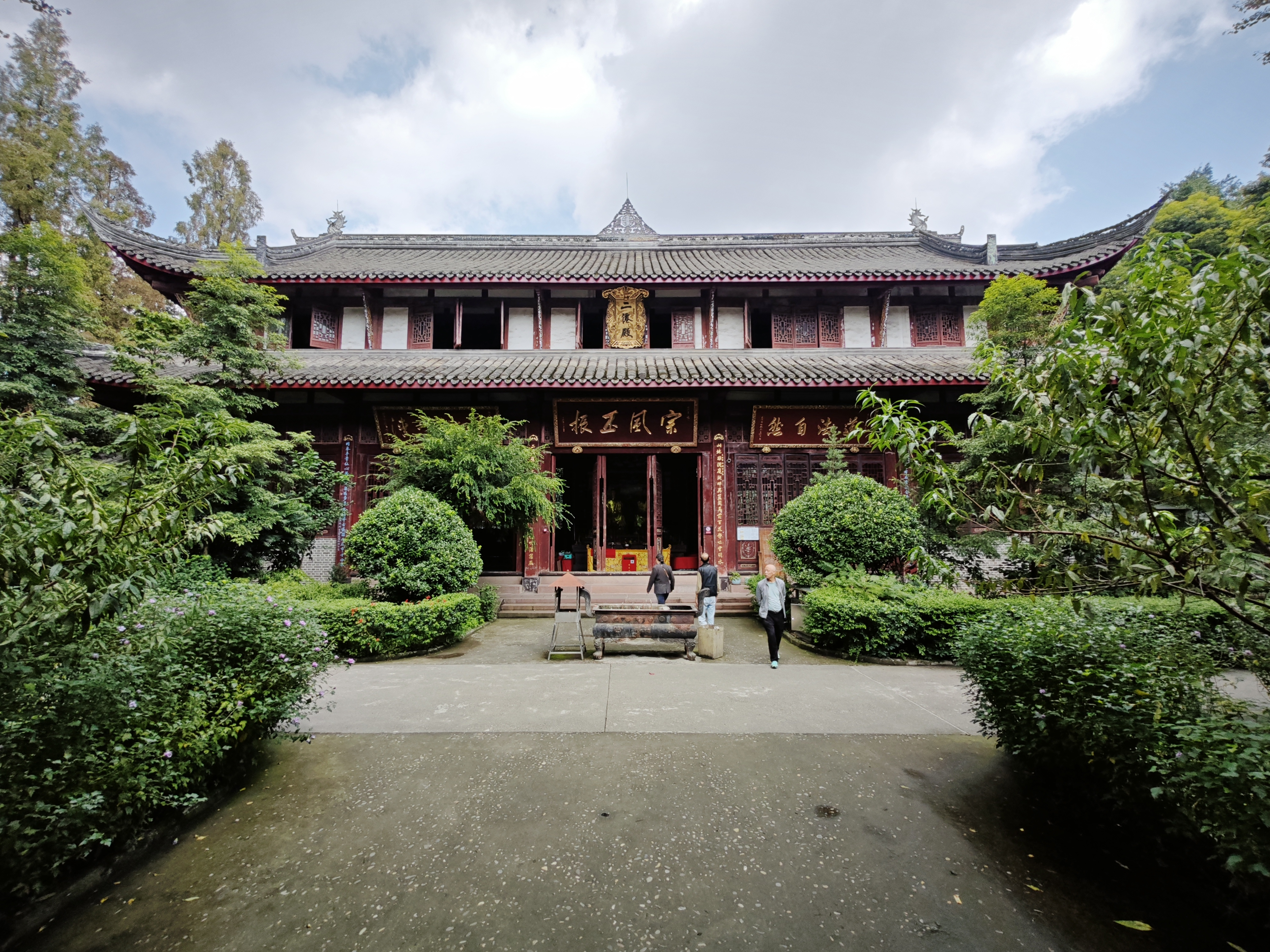
二仙殿
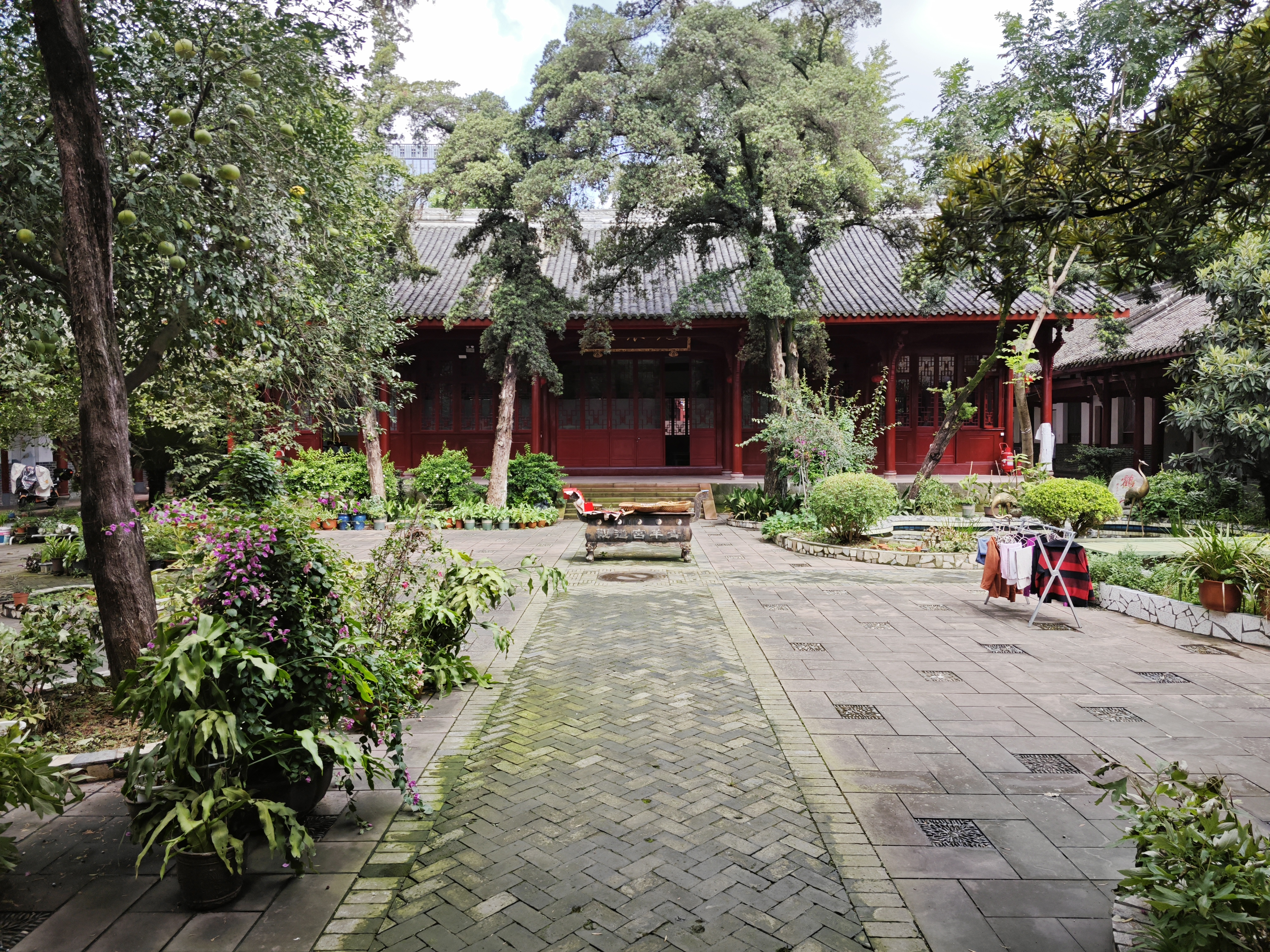
元辰殿
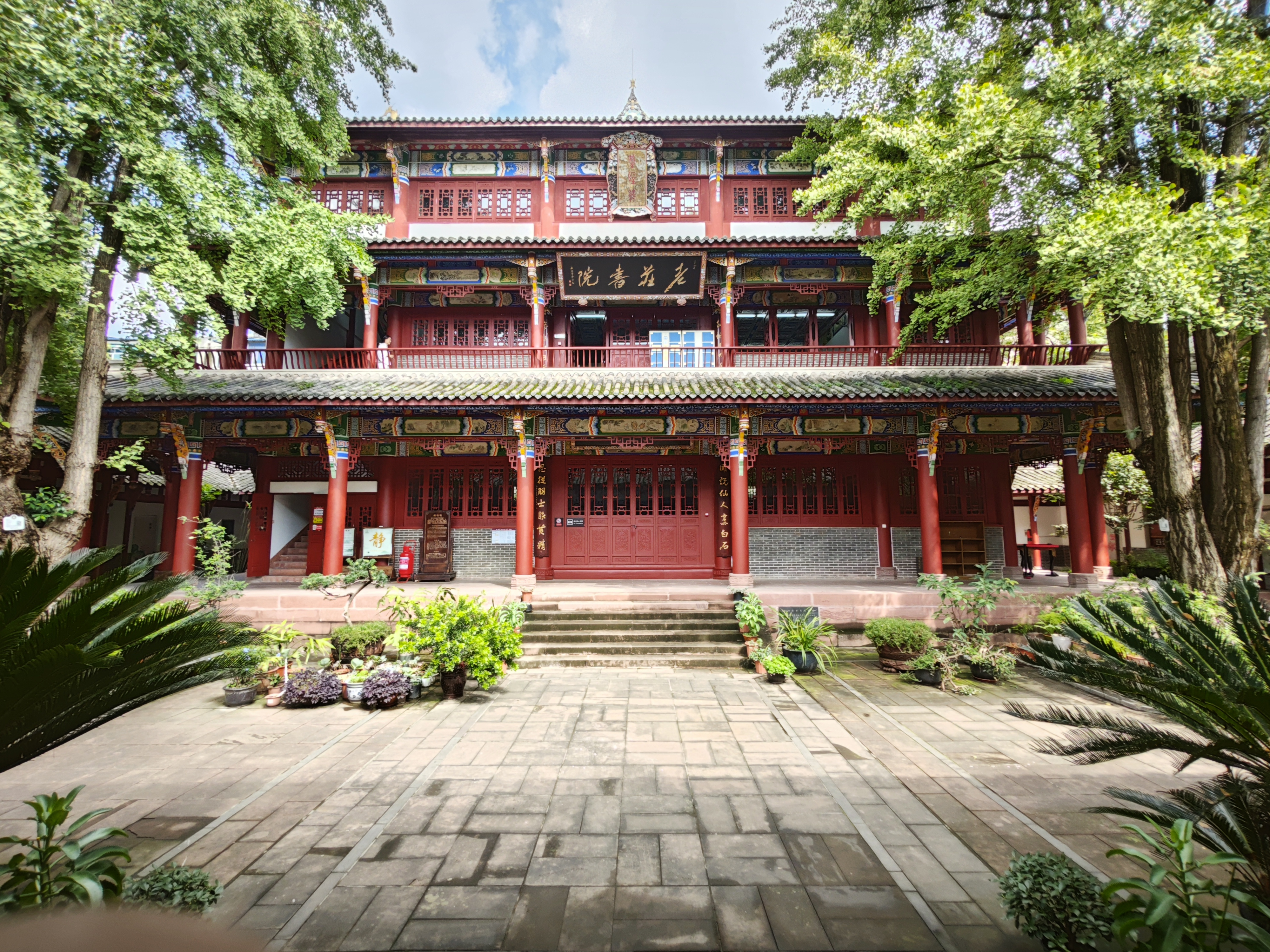
藏经楼